# Mark Harvey
Mark Sumner Harvey (* 4. Juli 1946 in Binghamton, New York) ist ein US-amerikanischer Jazz-Trompeter und -Komponist.

## Leben und Wirken
Harvey studierte an der Syracuse University (Bachelorabschluss in American Studies 1968 mit einer These über Jazz und Religion), wo er auch in der Schul-Bigband spielte und Jazz-Begleitung in Gottesdiensten leitete, und ab 1968 Theologie an der Boston University School of Theology, wobei er gleichzeitig 1970–1972 bei Jaki Byard und George Russell am New England Conservatory of Music studierte. 1970 wurde er als Geistlicher der Union Methodist Church ordiniert und 1983 promovierte er in Theologie an der Boston University. Gleichzeitig gründete er die Jazz/Arts Ministry in verschiedenen Bostoner Kirchen und in Cambridge (Massachusetts), nach dem Vorbild der Tätigkeiten des Jazz-Pastors John Gensel, der auch sein Freund und Mentor war.
Harvey ist Begründer, Leiter und Komponist des Aardvark Jazz Orchestra, mit dem er seit 1973 in den USA, Mexiko und Europa auftritt und mehrere Alben eingespielt hat, wie The Seeker (2000) oder Impressions (2014). Er arbeitete als Trompeter mit Musikern wie Gil Evans, Vinny Golia, Sheila Jordan, Howard McGhee, Rajesh Mehta, Paul Lovens, Claudio Roditi und George Russell und als Dirigent mit dem Jazz Composers Alliance Orchestra, der Walter Thompson Big Band, dem Amarillo College Jazz Ensemble und dem MIT Festival Jazz Orchestra.
Als Komponist erhielt er u. a. Preise der ASCAP und der Massachusetts Artists Foundation. Er unterrichtete am New England Conservatory of Music, der Tufts University, dem Emerson College sowie der University of Massachusetts Boston und ist Lehrer für Jazz am Massachusetts Institute of Technology.

## Schriften
- Jazz Time and Our Time. In: Angela M. S. Nelson (Hrsg.): This is How We Flow: Rhythm in Black Cultures. University of South Carolina Press, 1999.
- Rhythm, Ritual, and Religion: Postmodern (Musical) Agonistes. In: Theomusicology, Special Issue of Black Sacred Music, Band 8, Heft 1, Frühjahr 1994.

## Diskografie
- Lookin’ for That Groove (1978) mit Ray Anderson,  T.C. Campbell, Arnie Clapman, Lee Detlor, George Garzone, John Hagen, Baird Hersey, Kenny Mason, David Moss, Daniel Mott, Ernie Provencher, Tim Sessions, Stan Strickland
- George Russell: African Game (1983)
- George Russell: So What (1983)
- Aardvark Steps Out  (Nine Winds, 1991) mit dem Aardvark Jazz Orchestra
- Paintings for Jazz Orchestra  (1993) mit dem Aardvark Jazz Orchestra
- Aardvark Christmas  (1997) mit dem Aardvark Jazz Orchestra und Sheila Jordan
- Just What the Doctor Ordered (1997) mit Alan Berman, Peter Frieberger, Bob Klein, Pete Maguire, Medicine Mike, Philip Shimmel, George Worthmore
- Psalms & Elegies (1997) mit dem Aardvark Jazz Orchestra
- The Seeker (2000) mit dem Aardvark Jazz Orchestra